# Polský filmový institut
Polský filmový institut (polsky: Polski Instytut Sztuki Filmowej), založený v roce 2005 pro podporu rozvoje kinematografie, funguje na základě zákona ze dne 30. června 2005 o kinematografii, a zákona o finanční podpoře audiovizuální produkce ze dne 9. listopadu 2018. Činnost institutu je pirmárně financována pomocí provozovatelů televizního vysílání, digitálních platforem, kabelové televize, nebo také majitelů kin.
V roce 2019 se díky finančí podpoře institutu vydalo 40 filmů, 42 dokumentů, a 22 animovaných filmů. Institut také podporuje mnoho filmových festivalů dějících se v Polsku, týkající se filmového vzdělání, rozvoje kin, a mezinárodní propagace Polské kinematografie.

## Úkoly polského filmového institutu
Institut se věnuje tvoření podmínek pro rozvoj národní filmové produkce a koprodukce. Inspiruje a podporuje vývoj různých filmových žánrů, zejména uměleckých filmů, filmového vývoje, produkce a distribuce. Institut také podporuje aktivity mířené na vytvoření vhodných podmínek pro univerzální přístup k úspěchům polského, evropského a světového filmového umění. Podporuje také debuty nových filmů a umělecký rozvoj mladých filmařů.
Polský filmový institut spolu-financuje projekty v oblasti filmového rozvoje, produkce, distribuce a šíření, promoce Polské kinematografie. Institut poskytuje odbroné služby orgánům veřejné správy a podporuje údržbu filmových archivů. Pracuje také na rozvoji potenciálu polského nezávislého kinematografického průmyslu, od malých podniků až po střední podniky.

## Výběrová Komise pro ocenění Oscar
Ředitel polského filmového institutu jmenuje výběrovou komisi, která vybírá polské kandidáty na Oscara v kategorii Nejlepší mezinárodní film. Institut také podporuje kampaň zvyšující šance na to, aby film byl zařazen do výběru. V rámci této propagace polských kandidátů se provádí projekce filmů pro členy Americké akademie filmových umění a věd.